# Iris West (Kid Flash)
Kid Flash (Iris West II) es una superheroína de un futuro alternativo perteneciente al universo de DC Comics. Ella es la hija del Flash Wally West y Linda Park.
El padre de Iris había renunciado casi completamente a su vida para patrullar Keystone City sin parar. Esto provocaba que Iris estuviera siempre molesta ya que él nunca tenía tiempo para ella pero sí se hacía tiempo para su perezoso hermano, Barry, que también tenía sus mismos poderes pero no quería formar parte de la vida superheroica.
Más tarde, fue reclutada por Rip Hunter junto con otros héroes de su generación: Ibn al Xu’ffasch (el hijo de Batman), Nightstar (la hija de Nightwing y Starfire) y Offspring (el hijo de Plastic Man). El grupo trató de evitar que Gog alterara su historia sin saber que esto no era necesario debido a la existencia del Hipertiempo.
Luego integró el grupo compuesto por los hijos de los cinco Titanes originales: ella, Nightstar, Darkstar (el hijo de Donna Troy), Red Hood (la hija de Arsenal) y Aquagirl (la hija de Tempest). Este nuevo grupo viajó al presente en varias líneas del Hipertiempo para salvar la existencia de Donna Troy.

## Publicación
Iris West II / Kid Flash aparece en temas 3 y 4 del Reino 1996 Ven mini-series. Posteriormente aparece en Kingdom Come secuela, El Reino, protagonizando su propio tema El Reino: Kid Flash (febrero de 1999). Personajes similares a éste aparecen en The Flash # 143 (diciembre de 1998) y # 146-149 (marzo-junio de 1999), así como los Titans # 23-25 (enero-marzo de 2001), sin embargo, no está claro sí que son el mismo carácter.

## Historia ficticia

### Kingdom Come
Iris West II / Kid Flash aparece en temas 3 y 4 del Reino 1996 Ven mini-series. Posteriormente aparece en la secuela de Kingdom Come, The KingdIn el futuro alternativo de la serie Kingdom Come, Iris West II es la hija de Wally West (el primer Kid Flash, tercer Flash) y Linda Park, y la hermana gemela de Barry West(hijo de Wally). Tanto Iris Barry y habilidades superspeed heredado de su padre, pero solo Iris optó por utilizar sus poderes para el bien, mientras que Barry usó sus poderes para convertirse en un vago y no tiene interés en el "legado de la familia". Iris es constante amarga que su padre, que ha dado casi por completo su vida a patrullar Keystone City sin parar, no se da tiempo para ella, pero hace que el tiempo de Barry, y lo consideraba el sucesor potencial de la identidad de Flash en lugar de Iris, a pesar de que se convirtiera en Kid Flash.
En la secuela de El Reino, Iris es reclutado por Rip Hunter (junto con varios otros héroes de su generación - Ibn al Xu'ffasch, el hijo de Batman; Nightstar, la hija de Nightwing y Starfire, y Offspring, hijo de Plastic Man) para tratar de detener a un loco llamado Gog de alterar el pasado, antes de descubrir lo que son innecesarias debido a Hipertiempo.
En Los Titans # 23-25 se convierte en miembro de un grupo que comprende a los niños de la original de cinco Titans: sí misma, hija Nightwing y Starfire Nightstar; hijo Darkstar de Donna Troy, Red Hood, la hija de Arsenal, y Tula, la hija de Tempest. Vuelven a la presente en diversos Hypertimelines para salvar la existencia de Donna Troy.om, protagonizando su propio tema El Reino: Kid Flash (febrero de 1999). Personajes similares a éste aparecen en The Flash # 143 (diciembre de 1998) y # 146-149 (marzo-junio de 1999), así como los Titans # 23-25 (enero-marzo de 2001), sin embargo, no está claro sí que son el mismo carácter.

### Universo DC
en Flash # 225 (octubre de 2005), la esposa de Wally West Linda dio a luz a una niña llamada Iris. Inicialmente, su único poder es la capacidad para vibrar a través de objetos. En Flash # 240 (mayo de 2008) Iris parece convertirse en una adolescente que llevaba un traje similar a su futuro colega. En el número 241, Iris ahora con un "niño flash"-como pantallas traje supervelocidad y afirma que ella puede ser más rápido que su padre. Pero su alegría dura poco, a medida que envejece en la edad adulta después de derrotar a Gorilla Grodd. En Flash # 243, Iris se devuelve a su edad original, y sus poderes revertirá a la aceleración molecular.
Más de Jai, Iris es un conducto de estar para la fuerza de la velocidad, con dominio absoluto sobre casi rivaliza con el breve adquirida por su padre durante el flash Oscuro Saga. Mente-controlada por la abeja reina, ella exhibió el poder de formar "capullos" de la Fuerza de la Velocidad, burbujas en la que se podía controlar la velocidad y el tiempo, la congelación de sus objetivos o de acelerar su metabolismo a la muerte. Por otra parte, se reparó la conexión debilitar a la fuerza de la velocidad que estaba causando estragos, su padre. Gravemente traumatizado por su terrible experiencia, se niega a ceder a sus poderes de nuevo. 
Su resolución se desvanece con el regreso del primer flash inversa, el Profesor Zoom, durante el The Flash: Evento Renacimiento. Dado que la conexión Iris 'a la fuerza de la velocidad Jai y sigue siendo precaria, los intentos de Zoom para perturbar lo obligan a los dos niños a soportar una gran cantidad de dolor paralizante, hasta que Iris decide tomar la mayor parte de la conexión de alimentación de velocidad, liberando Jai pero teniendo el dolor por sí misma. En el último momento Jesse Chambers, guiada por el fallecido Johnny Quick, utiliza la Mantra velocidad para salvar la vida de Iris, una vez más, la restauración de su potencial.
Iris abraza a su nuevo papel con alegría childful, optando por tomar el manto de Impulse, que Bart usa antes de unirse a los Teen Titans como Kid Flash.
Impulse tarde se muestra que se está grabando en el paso elevado, una función de red social ideada para ayudar a los villanos acechar y matar a los superhéroes adolescentes.

## Poderes y habilidades
Iris West II tiene las mismas capacidades que su padre Wally West: supervelocidad, la capacidad de controlar y vibrar sus moléculas, y un aura que la protege de la fricción a altas velocidades. Iris es un poco más lento que su padre debido a su corta edad.